# Donation en droit français
Pour les articles homonymes, voir Donation.
 (mai 2016).
Si vous disposez d'ouvrages ou d'articles de référence ou si vous connaissez des sites web de qualité traitant du thème abordé ici, merci de compléter l'article en donnant les références utiles à sa vérifiabilité et en les liant à la section « Notes et références ».
La donation est un contrat unilatéral par lequel une personne, le donateur, se défait irrévocablement, de son vivant, sans contrepartie et dans une intention libérale, d'un bien, en faveur d'une autre personne, le donataire, qui y consent.
Il ne faut pas confondre la donation et le legs, qui n'est pas un contrat mais un simple acte juridique unilatérale et qui est la transmission à titre gratuit d'un ou plusieurs biens du défunt, faite par testament lors de son vivant, mais qui ne prendra effet qu'après son décès. C’est car il suppose une absence de rencontre de volontés, la personnalité juridique du testateur étant par définition éteinte au moment où le légataire a la faculté d’accepter ou de refuser le legs, que le legs n’est pas un contrat.
Selon le Code civil français, la donation doit être faite par acte authentique devant notaire (voir : acte notarié). Toutefois, pour certains biens meubles (mobilier, sommes d'argent...), il est possible de faire des dons manuels.

## Différentes formes de donations

### Donation entre époux
Elle porte également le nom de donation au dernier vivant. Elle n'est pas une donation de biens présents mais une forme testamentaire spéciale réservée aux gens mariés qui ne prend effet qu'à deux conditions : d'une part être marié au moment du décès et d'autre part être décédé.
- Qui peut la faire ? : toute personne ayant sa capacité juridique, au profit de son conjoint.
- Comment faire ? : il faut obligatoirement passer par un notaire.
- Est-ce un acte incontournable pour se protéger ?
- Étendue de la donation : elle permet de donner le maximum permis par la loi en vigueur au moment du décès, autrement appelée quotité disponible spéciale entre époux. L'option entre les différentes possibilités se fait par le conjoint survivant au moment du décès (déclaration d'option). Ainsi, si le décès survient en 2011 et s'il n'existe ni descendant légitime ou naturel, ni ascendant, l'époux survivant peut opter pour recevoir la totalité des biens en pleine propriété. En revanche, en présence de descendants, issus ou non du mariage, le conjoint survivant peut opter entre :
  - soit la quotité disponible ;
  - soit un quart de ses biens en pleine propriété et 3/4 en usufruit ;
  - soit l'usufruit de la totalité de ses biens ;
  - soit la combinaison des options ci-dessus.

En vertu de la faculté de cantonnement de l'article 1094-1 du Code civil, le conjoint survivant peut cantonner son émolument. C'est-à-dire qu'il prélève sur la succession de son défunt époux les biens de son choix, laissant les autres aux enfants. Cette faculté de cantonnement en cas de donation au dernier vivant s'applique de plein droit, peu importe qu'elle ait été ou non prévue dans l'acte.
Le conjoint survivant ne pourra vendre des immeubles (sauf ceux lui appartenant personnellement) qu'avec le consentement et le concours des enfants, en raison des droits réservataires de ceux-ci.
Si la donation porte sur plus de la moitié des biens (que ce soit en usufruit ou en pleine propriété) les enfants peuvent exiger que l'usufruit soit converti en rente viagère, excepté l'usufruit de l'habitation principale (et des meubles).
- Effet : une donation entre époux est toujours révocable, de même qu'un testament.

### Donation-partage
- Avantages : la donation-partage permet de préparer sa succession avec les enfants et éviter ainsi les conflits qui peuvent apparaître au moment du décès des parents. Elle permet également de faire des économies par rapport au coût d'une succession normale.

Le principal avantage par rapport à un donation normale est d'éviter une dispute entre les enfants au moment du décès des parents au sujet de la valeur réelle des biens donnés. En effet, normalement la valeur des biens (y compris des biens donnés) est évaluée au jour du décès du parent. Par contre, s'il y a donation-partage, la valeur des biens donnés est celle indiquée dans l'acte de donation.

- Texte légal de référence : Article 1076 et suivants du Code civil.
- Qui peut la faire ? : toute personne au profit de ses héritiers présomptifs[2], c'est-à-dire ceux dont il y a lieu de supposer par avance qu'ils recueilleront la succession (enfants, petits-enfants, neveux) ou de ses beaux-enfants[3]. Lorsque les biens comprennent une entreprise individuelle ou sociétaire, la donation-partage est ouverte aux tiers[4].
- Condition : elle doit être acceptée par les donataires. L'unanimité des descendants n'est pas requise. Si l'un des enfants n'accepte pas la donation, elle sera faite avec les autres sous condition que ses droits soient respectés.
- Que peut-on donner ? : la donation-partage ne peut porter que sur des biens dont on est propriétaire au moment de la donation (pas de donation possible sur des biens futurs). Elle peut être faite sur les biens d'un parent ou des deux (donation-partage conjonctive). Dans ce cas, elle comprendra les biens propres de chacun des époux et les biens de la communauté.
- Effet : la donation-partage est irrévocable. Il n'est pas possible de redistribuer les biens donnés ultérieurement (par un testament notamment). Les donataires peuvent contester la donation après le décès de leurs parents s'ils s'estiment lésés lors du règlement de la succession ou s'ils n'étaient pas encore nés lors de la rédaction de l'acte de donation.
- Comment faire ? : il faut obligatoirement passer par un notaire. Une donation-partage entraîne le paiement des droits de succession comme pour une succession réglée après décès.

### Donation entre époux et testament
Il est possible de produire les effets d'une donation entre époux par le biais d'un testament, en vertu des articles 1094 du Code Civil. Toutefois, il convient de relever quelques différences, de fonds et de forme.

## Révocation de donation

### Principe: l'irrévocabilité de la donation
En principe, et en vertu de l'article 894 du Code civil, une donation est irrévocable (et ce, même si le donataire autorise expressément le donateur à révoquer), à l'exception des donations entre époux, qui peuvent être révoquées par acte notarié ou testament.
L'une des conséquences de ce principe est l'interdiction d'assortir l'acte de donation de clauses tendant à limiter ou à remettre en cause son irrévocabilité. L'article 944 du Code civil interdit ainsi au donateur de soumettre l'exécution de la donation à des conditions dont l'application résulterait de sa seule volonté (par contre, une condition suspensive demeure possible si elle consiste à subordonner la donation à la réalisation d'un évènement extérieur indépendant de la volonté du donateur : par exemple, soumettre la donation d'une voiture à l'obtention du permis de conduire par le donataire). De même, la jurisprudence a notamment déduit de ce principe l'interdiction pour le donateur de prévoir une clause l'autorisant à continuer à pouvoir disposer (c'est-à-dire vendre, donner, léguer…) du bien donné, ou encore l'interdiction de prévoir un terme extinctif. 

### Clauses autorisées en vue de garantir une transmission du bien parmi les descendants du donateur

#### Clause d'exclusion de communauté
Il s'agit d'éviter qu'un contrat de mariage trop communautariste fasse entrer 50% du bien dans le patrimoine du conjoint, qui pourrait en particulier le conserver en cas de divorce.
Une clause du même type permet d'interdire la création d'une indivision par le PACS.
Ce genre de clause est limité à la surée de vie du donateur.

#### Réserve du droit de retour
L'article 951 du Code civil prévoit la possibilité d'insérer une clause de retour conventionnel de l'objet de la donation dans le patrimoine du donateur en cas de décès du donataire (ou du donataire et de ses héritiers, les deux options sont envisageables pour la rédaction de cette clause de retour). 

#### Interdiction de vendre ou de mettre en garantie sans l'accord du donateur
Cette clause permet de favoriser l'éventuel retour au sein de la famille pendant la durée de la vie du donateur. Seul le donateur peut bénéficier d'une telle clause de retour, ses héritiers ne le peuvent pas, et la clause s'éteint donc si le donateur décède avant le donataire. Une telle clause de retour n'entre pas en contradiction avec le principe d'irrévocabilité car la donation s'effectue bel et bien, et n'est ensuite annulée que rétroactivement en cas d'application de la clause. En dépit de ses effets, cette dernière ne peut donc être considérée comme une exception au principe d'irrévocabilité.
Ce genre de clause peut également être inséré dans un acte de donation de parts sociales d'une Société Civile Immobilière.

#### Clause de Résiduo
Depuis la réforme du code civil en 2006, l’article 1057 du Code civil autorise d'insérer une clause qui permet, en cas de décès du donataire sans enfant et ceci même après le décès du donateur, les biens reviennent aux descendants du donateur.

### Exceptions au principe d'irrévocabilité
Trois cas de révocation d'une donation sont prévus par le Code civil que l'article 953 dispose : La donation entre vifs ne pourra être révoquée que pour cause d'inexécution des conditions sous lesquelles elle aura été faite, pour cause d'ingratitude, et pour cause de survenance d'enfants.
- l'inexécution des charges et conditions sous lesquelles la donation a été faite (article 954 du Code civil) : la donation peut en effet être assortie de conditions résolutoires ou suspensives, et leur non-réunion entraîne évidemment sa révocation. De même, le donateur peut imposer des charges, des obligations au donataire (à la condition qu'elles ne soient ni impossibles, ni illicites ni immorales), comme l'obligation de verser une rente viagère au donateur, et demander en conséquence l'annulation de la libéralité en cas de non-respect. Une nouvelle fois, en vertu du droit de suite, le donateur pourra, le cas échéant, récupérer les biens entre les mains d'un tiers, même de bonne foi, qui les aurait acquis. Cette révocation pour inexécution ne peut survenir que par décision de justice (article 956 du Code civil).

- l'ingratitude du donataire envers le donateur (article 955 du Code civil) : la donation pourra, à la demande du donateur, être révoquée par décision judiciaire (article 956 du Code civil) si le donataire se montre ingrat. Il est à noter que, dans le cadre d'une révocation de donation pour ingratitude, le droit de suite ne pourra pas, cette fois-ci, être exercé par le donateur : par conséquent, si le(s) bien(s) donné(s) se trouve(nt) en possession d'un tiers de bonne foi, il ne pourra le(s) récupérer et devra se retourner contre le donataire duquel il pourra exiger une indemnité compensatrice. Le Code civil a prévu 3 cas exclusifs d'ingratitude : 
  - l'homicide (ou la tentative d'homicide) sur la personne du donateur par le donataire ;
  - la commission par le donataire, et sur le donateur, de délits, sévices ou injures graves (le caractère grave des actes en question est alors souverainement apprécié par les juges du fond) ;
  - le refus d'aliments (c'est-à-dire si le donataire ne subvient pas comme il le devrait aux besoins du donateur).

- la survenance d'enfant(s) : La loi du 23 juin 2006 réformatrice des successions et des libéralités a supprimé le caractère automatique de la révocation de la donation en cas de survenance d'enfant, après l'acte de donation.
  - donations consenties antérieurement au 1er janvier 2007 : la révocation s'effectue de plein droit, sans nécessité d'action en justice. Puisque la donation est révoquée automatiquement, dans le cas où le donateur maintient sa volonté de donation, il devra la refaire après cet événement.
  - donations consenties après le 1er janvier 2007 : la révocation n’est plus automatique. Il convient d'abord qu’elle soit stipulée dans l’acte de donation, le donateur peut renoncer à la donation et intenter une action en justice, par une saisine du Tribunal de Grande Instance, à cette fin, dans les 5 ans.

### Procédure de révocation
Les deux premiers cas de révocation (inexécution des charges et obligations et ingratitude) nécessitent la saisine du Tribunal de grande instance (TGI) par le donateur (article 956 du Code civil). Le troisième (survenance d'enfant) étant contractuellement prévu, la révocation s'effectue alors de plein droit, si la donation a été faite avant le 1er janvier 2007. Si la donation a été faite après le 1er janvier 2007, la saisine du Tribunal de grande instance (TGI) par le donateur est requise avant l'expiration de 5 ans.
En ce qui concerne la révocation pour ingratitude, le donateur a un an pour saisir le tribunal à compter du jour de la commission de l'acte ingrat, ou, le cas échéant, à compter du jour de la connaissance qu'il a eue de cet acte (article 957 du Code civil). Cette demande ne peut être effectuée que par le donateur lui-même (et non par ses héritiers, sauf en cas de décès du donateur au cours du délai d'un an imparti ou si, bien sûr, l'acte ingrat a consisté en le meurtre du donateur par le donataire). Elle ne peut, de plus, viser que le donataire lui-même (et non ses héritiers).

## Barème fiscal de répartition du coût de la donation en cas de démembrement
| Âge de l'usufruitier    | Valeur de l'usufruit | Valeur de la nue-propriété |
| ----------------------- | -------------------- | -------------------------- |
| moins de 21 ans révolus | 9/10e                | 1/10e                      |
| moins de 31 ans révolus | 8/10e                | 2/10e                      |
| moins de 41 ans révolus | 7/10e                | 3/10e                      |
| moins de 51 ans révolus | 6/10e                | 4/10e                      |
| moins de 61 ans révolus | 5/10e                | 5/10e                      |
| moins de 71 ans révolus | 4/10e                | 6/10e                      |
| moins de 81 ans révolus | 3/10e                | 7/10e                      |
| moins de 91 ans révolus | 2/10e                | 8/10e                      |
| Plus de 91 ans          | 1/10e                | 9/10e                      |